# Silvana Aliotta
Silvana Aliotta, nota anche con lo pseudonimo di Silva Grissi e Ben Norman (Reggio Calabria, 21 agosto 1949), è una cantante italiana.

## Biografia
Silvana Aliotta nasce a Reggio Calabria da genitori siciliani, e si trasferisce a Torino con la famiglia nel 1951.
Inizia a cantare giovanissima debuttando dal vivo a soli 9 anni in un'esibizione al Teatro Alfieri di Torino (firmando in quest'occasione il primo autografo della sua carriera), e, dopo aver partecipato ad alcuni concorsi canori nella sua regione, nel 1965 si qualifica seconda al Festival di Castrocaro, in cui presenta le canzoni Caro Johnny (che poi inciderà) e I tuoi anni più belli: qui viene notata da un discografico della Odeon, che rimane colpito dalla sua voce potente ed energica e le propone un contratto discografico.
Dopo il primo 45 giri, Caro Johnny, che riscuote un discreto successo, partecipa ad Un disco per l'estate nel 1966 con Luglio e agosto e alla Mostra Internazionale di Musica Leggera dello stesso anno con Good bye Venezia.
Cambia poi casa discografica, passando alla DKF Folklore che decide di cambiarle il nome, scegliendo lo pseudonimo Silva Grissi. Il primo 45 giri per la nuova etichetta è Vorrei (una rielaborazione dell'Adagio di Tomaso Albinoni, che però non viene citato nell'etichetta) con il quale ottiene un buon successo in Italia e sotto la produzione di Nico Papathanassiou (fratello di Vangelis), anche in Grecia dove arriva al primo posto della classifica dei 45 giri (pubblicato tradotto in Γιατι, che significa Perché) portando la Aliotta ad effettuare anche un tour nella penisola ellenica dove incide solo per il mercato greco, Το καλοκαίρι ("Estate") e Ιστορία ("Storia"), scritti con la collaborazione di Vangelis, inoltre Comme d'habitude (in francese) successo di Claude François che Paul Anka tradurrà in inglese come My way e che Frank Sinatra porterà al successo.
Il disco successivo, Il processo, è una cover di End of the world degli Aphrodite's Child.
Nel Silvana allo Swing Club incontra un gruppo di musicisti torinesi ai quali si unisce,e, attraverso esperienze live di musica sperimentale nascono i Circus 2000,destinati a grande notorietà e grande successo con "Regalami un sabato sera",sigla finale, nel 1971, della stagione  di quell'anno del varietà del Primo Canale RAI "Teatro 10".Dopo lo scioglimento del gruppo, la Aliotta continua la carriera come solista, partecipando nel 1973 a Un disco per l'estate con il brano Bugie, e incidendo poi una cover di Long Train Running dei Doobie Brothers, Manie, e una di Be My Baby di Phil Spector.
Suona inoltre le percussioni in dischi di colleghi come Edoardo Bennato (in Non farti cadere le braccia), il Banco del Mutuo Soccorso (in Io sono nato libero). In Fiaba dei Procession vocalizza e duetta con Franco Simone nel brano Di notte, dall'LP Se di mezzo c'è l'amore.
Nel 1976 forma un trio di disco music, Le Streghe; entra in contatto con Shel Shapiro che produce il gruppo e propone loro il contratto con la Spaghetti Records. Scioltosi il trio, la Aliotta negli anni ottanta produce con lo pseudonimo Ben Norman sotto etichetta Shirak, due sue composizioni.
Negli anni successivi la Aliotta continua l'attività dal vivo, esibendosi con un gruppo funky e affiancandosi, negli ultimi anni, alla figlia Valeria Caponnetto Delleani.
Nel 2011 partecipa al disco Fili del tempo del chitarrista Marcello Capra. Nel 2012, con Marcello Capra alla chitarra, compone e interpreta la melodia del brano Aspettando Jackpot inciso come disco singolo -non in vendita- con tiratura di 500 copie, il cui testo scritto dallo psicologo Mauro Selis esplora la personalità del giocatore d'azzardo patologico.
Nel 2015 collabora con i Goad, gruppo rock gotico fiorentino, in due brani del loro album The Silent Moonchild.
Il 25 novembre 2018 la trasmissione televisiva Le ragazze le dedica una parte della puntata: la Aliotta, una delle ospiti, racconta le vicende della sua carriera da solista, con i Circus 2000 e con Le Streghe.

## Discografia

### Discografia solista

#### Singoli
- 1965 - Caro Johnny/Che diritto hai (Odeon, MSOQ 5365)
- 1966 - Luglio e agosto/Se vuoi andare via (Odeon, MSOQ 5367)
- 1968 - Vorrei/Sopra le nuvole (DKF Folklore, KF 30052; pubblicato come Silva Grissi)
- 1968 - Il processo/Dea dei giovani (DKF Folklore, KF 30069; pubblicato come Silva Grissi)
- 1968 - Vorrei/Sopra le nuvole (Polydor, International Polydor Production 259; pubblicato come Silva Grissi, stampato solo in Grecia)
- 1968 - Γιατι/Panteboy (Polydor 59 988; pubblicato come Silva Grissi, stampato solo in Grecia)
- 1968 - Το καλοκαίρι/Ιστορία (Polydor,pubblicato come Silva Grissi, stampato solo in Grecia)
- 1973 - Bugie/Tempo di sole (Ri-Fi, RFN NP 16536; pubblicato come Silvana dei Circus)
- 1974 - Manie/Tempo di sole (Ri-Fi, RFN NP 16554; pubblicato come Silvana dei Circus)
- 1974 - Madre/Be my Baby (Ri-Fi, RFN NP 16577; pubblicato come Silvana dei Circus)
- 1980 - Got to be/Too many lovers (Shirak, SBN 4506; pubblicato come Ben Norman)

#### Apparizioni
- 1969 - Inno all'amore (DKF Folklore, KS 30122) con Giochi proibiti (Jeux interdit)
- 1973 - Hit Supersonic (Ri-Fi, RFL-ST 14069) con Tempo di sole
- 1980 - The 60's (Philips, 6300 354) con Vorrei
- 1982 - 32 Τραγούδια Από Χρυσάφι (Polystar, 6878172) con Vorrei
- 1992 - Πάρτυ Στον Ant1 (EMI, CD ANT 1) con Vorrei
- 1996 - Η Μικρή Μας Ιστορία (PolyGram, 532722 2) con Γιατί (Vorrei)
- 2006 - Lost Treasures 2 (Rockline Recordings) con Vorrei
- 2008 - 100 Pop Επιτυχίες 1960-2006 (Mercury, 0602517750593) con Γιατί (Vorrei) e Το Καλοκαίρι
- 2018 - Svengile E.P. (Opilec Music, OPCM TDE 12 08) con Got to Be

### Discografia con i Circus 2000

#### Album
- 1970 - Circus 2000 (Ri-Fi, RFL LP 14049)
- 1972 - An escape from a box (Ri-Fi, RFL ST 14215; ristampato in CD nel 1989 dalla Vinyl Magic e nel 1999 dalla Akarma)
- 1999 - Boxing circus (Akarma, AK 2014)

#### Singoli
- 1970 - Io, la strega/Pioggia sottile (Ri-Fi, RFN NP 16424)
- 1970 - I can't believe/Must walk forever (Ri-Fi, RFN NP 14049)
- 1971 - I can't believe/I am the witch (Ri-Fi, RFN NP 16443)
- 1971 - Regalami un sabato sera/Ho regalato i capelli (Ri-Fi, RFN NP 16444)
- 1972 - Hey man (parte prima)/Hey man (parte seconda) (Ri-Fi, RFN NP 16466)
- 1972 - Hey man/Hey man (Ri-Fi, Mo 1291; pubblicato in Spagna)
- 1972 - Exotic nights/Il rosso (Discotur/Ri-Fi, (DT 6016 - RFN NP 16466; pubblicato in Turchia, brani inediti in Italia)
- 1972 - Mañana/Little bitty pretty one (Discotur/Ri-Fi, (DT 6016 - RFN NP 16495; pubblicato in Turchia, brani inediti in Italia)

#### Collaborazioni
- 1974 - Fiaba, dei Procession (Fonit Cetra, CDM 2032)

### Discografia con Le Streghe

#### Album
- 1978 - Iniziazione (Spaghetti Records, ZPLSR 34041)

#### Singoli
- 1977 - Don Don Baby/I Feel It With Love (Spaghetti Records, ZBSR 7036)
- 1978 - B.B.L.S.S.T./Cosa mi succederà? (Spaghetti Records, ZBSR 7096)